# William Guarnere
Štábní seržant William J. Guarnere (28. dubna 1923 Filadelfie – 8. března 2014 Filadelfie) byl americký výsadkář s italskými kořeny. Bojoval v řadách Easy Company 2. praporu 506. parašutistického pluku 101. výsadkové divize přezdívané „Křičící orel“ od vylodění v Normandii až po bitvu v Ardenách, kde byl těžce raněn v bojích okolo Bastogne (dělostřelecký granát mu utrhl nohu). Je spoluatorem knihy Brothers in Battle, Best of Friends: Two WWII Paratroopers from the Original Band of Brothers Tell Their Story (2007). V seriálu Bratrstvo neohrožených byla jeho postava ztvárněna Frankem Hughesem.